# 캐슬바니아: 서클 오브 더 문
《캐슬바니아: 서클 오브 더 문》(Castlevania: Circle of the Moon)은 코나미가 발매한 액션 롤플레잉 게임이다. 2001년 발매된 게임보이 어드밴스 동시발매작이었으며, 일본에선 《악마성 드라큘라: 서클 오브 더 문》(悪魔城ドラキュラ サークル オブ ザ ムーン), 유럽 지역에선 《캐슬바니아》(Castlevania)라는 제목으로 발매됐다.
《캐슬바니아》 시리즈의 중심 소재인 벨몬트 가의 드라큘라 퇴치 이야기를 이어받았으며, 주인공 네이선 그레이브즈가 납치된 스승을 구하고 악을 처치하기 위해 드라큘라의 성에 침입하는 내용이다.

## 개발
《캐슬바니아: 서클 오브 더 문》은 코나미 컴퓨터 엔터테인먼트 코베가 개발했으며, 게임보이 어드밴스 콘솔 동시발매작으로서 출시됐다. 2000년 도쿄 게임 쇼에서 시연판이 게시됐으며, 여기서는 두 명의 플레이어 캐릭터 네이선과 휴이가 존재했다. 최종 판에서는 휴이가 삭제됐다.
2001년 3월 21일 일본에서 처음 출시됐으며, 북미 지역에선 2000년 6월 11일, 유럽에선 2001년 6월 22일에 출시됐다. 일본에서는 '코나미 더 베스트' 시리즈의 일환으로 2005년 11월 3일 염가판이 출시됐다. 2014년에 Wii U의 버추얼 콘솔로 디지털 재발매가 이뤄졌다.

## 반응
발매 당시 《캐슬바니아: 서클 오브 더 문》은 대체적인 호평을 받았다. 닌텐도 파워의 '닌텐도 플랫폼 최고의 게임 200선 목록'에서 108위를 기록했다.
2001년 7월 23일 IGN의 보도에 의하면 판매량이 30만 장, 유럽에서 20만 장으로 50만 장을 돌파했다고 한다.

## 후속
상업적인 성공에도 불구하고 이후 시리즈 제작총괄을 맡은 이가라시 코지는 《서클 오브 더 문》에 부정적인 입장을 보였다. 해당 게임 개발에 직접 참여하지 않았으나, 《캐슬바니아: 하모니 오브 디스페어》 개발 당시 《서클 오브 더 문》에 대해 게임보이 어드밴스 화면에서 지나치게 어둡게 보이는 그래픽과 조작법을 고쳐야 했다고 회술했다. DSS 카드 시스템에 대해서도 괜찮은 생각이지만 "캐슬바니아 세계에 맞지 않는다"고 밝혔다.